# Unspeakable Vault (of Doom)
Unspeakable Vault (of Doom) (с англ. «Неописуемые своды (погибели)») — юмористический веб-комикс, пародирующий Мифы Ктулху Говарда Лавкрафта и его последователей. Автором комикса является французский художник Франсуа Лоне (фр. François Launet). Комикс в ироническом ключе показывает «повседневную жизнь» Древних Богов и сталкивающихся с ними жителей Земли. На основе комикса было создано дополнение The Unspeakable Vault для настольной карточной игры «Манчкин».
В 2005 году немецкое издательство Pegasus Spiele выпустило печатную версию комикса под названием Welcome to the Vault (ISBN 3-937826-09-2), включавшую большинство опубликованных на тот момент в сети выпусков комикса. Это издание официально не распространялось в Европе, а в США вышло ограниченным тиражом в 4000 экземпляров. В 2008 году вышел второй том под названием G.O.O.s on the Loose (ISBN 978-3-937826-69-1).